# Goshen, Connecticut
Goshen är en kommun (town) i Litchfield County i delstaten Connecticut, USA med cirka 2 697 invånare (2000).

## Kända personer från Goshen
- Daniel Dickinson, politiker
- Asaph Hall, astronom